# Cotmeana (Stolnici), Argeș
Cotmeana (până în 1964, Căcărezeni) este un sat în comuna Stolnici din județul Argeș, Muntenia, România.